# Línea 288 (Interurbanos Madrid)
La línea 288 de la red de autobuses interurbanos de Madrid une el área intermodal de Ciudad Lineal con Coslada y San Fernando de Henares.

## Características
Esta línea une la capital con Coslada y San Fernando de Henares, en un trayecto de aproximadamente 50 minutos de duración.
Siguiendo la numeración de líneas del CRTM, las líneas que circulan por el corredor 2 son aquellas que dan servicio a los municipios situados en torno a la A-2 y comienzan con un 2. Aquellas numeradas dentro de la decena 280 corresponden a aquellas que circulan por Coslada.
La línea no mantiene los mismos horarios todo el año, durante agosto se reducen el número de expediciones, además de los días excepcionales vísperas de festivo y festivos de Navidad en los que los horarios también cambian y se reducen.
Está operada por la empresa Avanza Movilidad Integral mediante la concesión administrativa VCM-201 - Madrid – Loeches – Arganda del Rey (Viajeros Comunidad de Madrid) del Consorcio Regional de Transportes de Madrid.

## Horarios
| Lunes a viernes laborables (Vigente de 1 de septiembre a 31 de julio)              |                    |
| A 6ː35                                                                             |                    |
| De 6:58 a 22ː29                                                                    | cada 11-13 minutos |
| A 22:57 - 23:18 - 23:31 - 23:49 - 24:00                                            |                    |
| Lunes a viernes laborables (Vigente agosto)                                        |                    |
| De 6:40 a 23:53                                                                    | cada 12-17 minutos |
| A 24:00                                                                            |                    |
| Sábados laborables, domingos y festivos (Vigente de 1 de septiembre a 31 de julio) |                    |
| De 6:40 a 23:30                                                                    | cada 15-19 minutos |
| A 24:00                                                                            |                    |
| Sábados laborables, domingos y festivos (Vigente agosto)                           |                    |
| A 6:55                                                                             |                    |
| De 7:18 a 23:45                                                                    | cada 18-20 minutos |

| Lunes a viernes laborables (Vigente de 1 de septiembre a 31 de julio)              |                    |
| De 5ː45 a 21:29                                                                    | cada 11-13 minutos |
| A 21:52 - 22:08 - 22:21 - 22:39 - 23:15                                            |                    |
| Lunes a viernes laborables (Vigente agosto)                                        |                    |
| De 5:45 a 23:12                                                                    | cada 12-17 minutos |
| Sábados laborables, domingos y festivos (Vigente de 1 de septiembre a 31 de julio) |                    |
| De 5:45 a 22:40                                                                    | cada 15-19 minutos |
| A 23:10                                                                            |                    |
| Sábados laborables, domingos y festivos (Vigente agosto)                           |                    |
| De 6ː00 a 22:50                                                                    | cada 18-20 minutos |

## Recorrido y paradas

### Sentido Coslada - San Fernando
| Código | Parada                                      | Común con             | Conexiones con Metro y Cercanías | Municipio               | Zona |
| ------ | ------------------------------------------- | --------------------- | -------------------------------- | ----------------------- | ---- |
| 7077   | Hnos. García Noblejas - Ciudad Lineal       | 286 289               | Ciudad Lineal                    | Madrid                  |      |
| 242    | Ascao - Julián Camarillo                    | 4 38 48 70 286 289    |                                  | Madrid                  |      |
| 978    | Metro García Noblejas                       | 28 286 289            | García Noblejas                  | Madrid                  |      |
| 980    | Emilio Muñoz - Sta. Leonor                  | 28 286 289            |                                  | Madrid                  |      |
| 982    | Emilio Muñoz - Alfonso Gómez                | 28 286 289            |                                  | Madrid                  |      |
| 984    | Emilio Muñoz - Miguel Yuste                 | 28 286 289            |                                  | Madrid                  |      |
| 3016   | Av. Arcentales - San Romualdo               | 153 286 289           |                                  | Madrid                  |      |
| 3018   | Av. Arcentales - Av. Canillejas             | 153 286 289           |                                  | Madrid                  |      |
| 4783   | Av. Arcentales - Av. Canillejas a Vicálvaro | 38 140 167 286 289    |                                  | Madrid                  |      |
| 4784   | Junta Municipal de San Blas - Canillejas    | 38 140 167 286 289    |                                  | Madrid                  |      |
| 17388  | Estocolmo - Estadio Metropolitano           | 167 286 289           | Estadio Metropolitano            | Madrid                  |      |
| 17614  | Av. España - Mar Rojo                       |                       |                                  | Coslada                 |      |
| 17615  | Av. España - Barrio del Puerto              | SE7                   | Barrio del Puerto                | Coslada                 |      |
| 16139  | Av. España - Velázquez                      |                       |                                  | Coslada                 |      |
| 09133  | Av. España - Zoco Coslada                   | 280 287 SE72          | Coslada Central                  | Coslada                 |      |
| 09130  | Av. España - Las Conejeras                  | 280 287               |                                  | Coslada                 |      |
| 07113  | Av. España - Centro de salud                | 280 287 2             |                                  | Coslada                 |      |
| 07117  | Méjico - Est. La Rambla                     | 280 286 287 822 SE7 2 | La Rambla                        | Coslada                 |      |
| 07119  | Méjico - Argentina                          | 287 2                 |                                  | Coslada                 |      |
| 07120  | Perú - Parque Salvador Allende              | 2                     |                                  | Coslada                 |      |
| 07121  | Venezuela - Perú                            | 283                   |                                  | Coslada                 |      |
| 17422  | Argentina - Venezuela                       | 283 822               |                                  | Coslada                 |      |
| 17420  | Av. Madrid - Era                            | 283 822               | San Fernando                     | Coslada                 |      |
| 07142  | Av. Madrid - Córdoba                        | 283 822 SE7           |                                  | Coslada                 |      |
| 12521  | Ventura de Argumosa - Residencia            | 282 284 285 822 SE7   |                                  | San Fernando de Henares |      |
| 12522  | Ventura de Argumosa - Nazario Calonge       | 282 284 285 822 SE7 1 |                                  | San Fernando de Henares |      |
| 07249  | Pza. Monte Gorbea - Centro de día           | 281 822 1             |                                  | San Fernando de Henares |      |
| 07145  | Pza. Ondarreta - Av. Éibar                  | 281 822 1             |                                  | San Fernando de Henares |      |
| 07146  | Av. Zarauz - Vergara                        | 281 822 1             |                                  | San Fernando de Henares |      |
| 07147  | Av. Zarauz - P.º Azpeitia                   | 281 822 1             |                                  | San Fernando de Henares |      |
| 07084  | Av. Zarauz - Est. Henares                   | 281 822 1             | Henares                          | San Fernando de Henares |      |
| 11549  | Av. Algorta - Av. Somorrostro               | 281 822 1             |                                  | San Fernando de Henares |      |
| 20265  | Av. Somorrostro - Instituto                 | 281                   |                                  | San Fernando de Henares |      |
| 20794  | Av. Martin Luther King - Igualdad           | 280 281 282 284 285   |                                  | San Fernando de Henares |      |
| 20264  | Cementerio - Tanatorio                      | 281                   |                                  | San Fernando de Henares |      |

### Sentido Madrid (Ciudad Lineal)
| Código | Parada                                      | Común con             | Conexiones con Metro y Cercanías | Municipio               | Zona |
| ------ | ------------------------------------------- | --------------------- | -------------------------------- | ----------------------- | ---- |
| 20264  | Cementerio - Tanatorio                      | 281                   |                                  | San Fernando de Henares |      |
| 20793  | Av. Martin Luther King - Igualdad           | 280 281 282 284 285   |                                  | San Fernando de Henares |      |
| 11952  | Av. Somorrostro - Instituto                 | 281                   |                                  | San Fernando de Henares |      |
| 11550  | Av. Algorta - Vitoria                       | 281 822 1             |                                  | San Fernando de Henares |      |
| 07148  | Av. Zarauz - Est. Henares                   | 281 822 1             | Henares                          | San Fernando de Henares |      |
| 07150  | Av. Zarauz - P.º Azpeitia                   | 281 822 1             |                                  | San Fernando de Henares |      |
| 07151  | Av. San Sebastián - Pza. Gallarta           | 281 822 1             |                                  | San Fernando de Henares |      |
| 07152  | Pza. Ondarreta - Centro de salud            | 281 822 1             |                                  | San Fernando de Henares |      |
| 12518  | Av. Irún - Centro de día                    | 282 284 285 822 SE7 1 |                                  | San Fernando de Henares |      |
| 12519  | Ventura de Argumosa - Nazario Calonge       | 281 282 284 285 822 1 |                                  | San Fernando de Henares |      |
| 12520  | Ventura de Argumosa - Residencia            | 822 SE7               |                                  | San Fernando de Henares |      |
| 07155  | Av. Madrid - Pza. Primero de Mayo           | SE7                   |                                  | Coslada                 |      |
| 17419  | Av. Madrid - Av. Cañada                     |                       | San Fernando                     | Coslada                 |      |
| 17421  | Argentina - Venezuela                       |                       |                                  | Coslada                 |      |
| 07163  | Venezuela - Perú                            | 283                   |                                  | Coslada                 |      |
| 07164  | Perú - Parque Salvador Allende              | 2                     |                                  | Coslada                 |      |
| 07165  | Méjico - Argentina                          | 287 2                 |                                  | Coslada                 |      |
| 07166  | Méjico - Est. La Rambla                     | 280 287 2             | La Rambla                        | Coslada                 |      |
| 07167  | Av. España - Centro de salud                | 280 287 2             |                                  | Coslada                 |      |
| 09131  | Av. España - Las Conejeras                  | 280 287               |                                  | Coslada                 |      |
| 09132  | Av. España - Zoco Coslada                   | 280 287               | Coslada Central                  | Coslada                 |      |
| 16138  | Av. España - Velázquez                      | 287                   |                                  | Coslada                 |      |
| 17616  | Av. España - Barrio del Puerto              | SE7                   | Barrio del Puerto                | Coslada                 |      |
| 07179  | Av. España - Mar Rojo                       |                       |                                  | Coslada                 |      |
| 50009  | Estocolmo - Estadio Metropolitano           | 167 286 289           | Estadio Metropolitano            | Madrid                  |      |
| 7192   | Av. Arcentales - Pza. Grecia                | 167 286 289           |                                  | Madrid                  |      |
| 11760  | Av. Arcentales - Av. Canillejas a Vicálvaro | 167 286 289           |                                  | Madrid                  |      |
| 3019   | Av. Arcentales - Albadalejo                 | 153 286 289           |                                  | Madrid                  |      |
| 3017   | Av. Arcentales - San Romualdo               | 153 286 289           |                                  | Madrid                  |      |
| 985    | Emilio Muñoz - Miguel Yuste                 | 28 286 289            |                                  | Madrid                  |      |
| 983    | Emilio Muñoz - Alfonso Gómez                | 28 286 289            |                                  | Madrid                  |      |
| 981    | Emilio Muñoz - Sta. Leonor                  | 28 286 289            |                                  | Madrid                  |      |
| 979    | Metro García Noblejas                       | 28 286 289            | García Noblejas                  | Madrid                  |      |
| 243    | Ascao - Julián Camarillo                    | 4 38 48 70 286 289    |                                  | Madrid                  |      |
| 7077   | Hnos. García Noblejas - Ciudad Lineal       | 286 289               | Ciudad Lineal                    | Madrid                  |      |

## Galería de imágenes

Mapa de la distribución de dársenas del intercambiador de Ciudad Lineal con la distribución de cabeceras de las líneas de autobuses, entre las que aparece la línea 288.